# Xanthorhoe lucirivata
Xanthorhoe lucirivata là một loài bướm đêm trong họ Geometridae.